# Orog Lacuna
L'Orog Lacuna è una struttura geologica della superficie di Titano.